# Sanys leucocraspis
Sanys leucocraspis là một loài bướm đêm trong họ Erebidae.